# Taphozous nudiventris
Taphozous nudiventris — є одним з видів мішкокрилих кажанів родини Emballonuridae.

## Поширення
Країни поширення: Афганістан, Алжир, Буркіна-Фасо, Чад, Демократична Республіка Конго, Джибуті, Єгипет, Еритрея, Гана, Індія, Іран, Ірак, Ізраїль, Йорданія, Кенія, Мавританія, Марокко, М'янма, Нігер, Нігерія, Пакистан, Палестина, Саудівська Аравія, Сенегал, Сомалі, Судан, Сирія, Танзанія, Того, Туреччина, Об'єднані Арабські Емірати, Ємен. Цей вид живе в посушливих і напівпосушливих регіонах, тропічних лісах і вологих вічнозелених лісах. Часто пов'язаний з великими водоймами. Живиться жуками, цвіркунами, кониками, тарганами, молями і крилатими термітами. Це товариська тварина, спочиває в тріщинах скель, печерах, гробницях, храмах, сараях, будинках і підземних тунелях. Хоча часто пов'язаний з людьми, терпимий тільки до певної кількості порушень. Часто пов'язаний з іншими видами. Деякі популяції зимують, деякі мігрують і деякі накопичують жир.

## Загрози та охорона
Немає серйозних загроз для даного виду в цілому. Зустрічається в багатьох охоронних територіях.